# 科馬帕
14°07′N 89°55′W / 14.117°N 89.917°W
科馬帕（西班牙語：Comapa），是危地馬拉的城鎮，位於該國東南部，由胡蒂亞帕省負責管轄，面積132平方公里，海拔高度1,228米，2002年人口23,715，人口密度每平方公里179.66人。